# Správní obvod obce s rozšířenou působností Břeclav
Správní obvod obce s rozšířenou působností Břeclav je od 1. ledna 2003 jedním ze tří správních obvodů rozšířené působnosti obcí v okrese Břeclav v Jihomoravském kraji. Rozšířenou přenesenou působnost státu v něm vykonává Městský úřad Břeclav. Správní obvod zahrnuje města Břeclav, Lanžhot, Podivín, Velké Bílovice a Valtice a dalších 13 obcí.

## Územní vymezení
Seznam obcí (tučně vyznačena města), jejichž územím je správní obvod tvořen, včetně výčtu místních částí v obcích, které se na ně člení.
- Břeclav (Břeclav, Charvátská Nová Ves, Poštorná)
- Bulhary
- Hlohovec
- Hrušky
- Kostice
- Ladná
- Lanžhot
- Lednice (Lednice, Nejdek)
- Moravská Nová Ves
- Moravský Žižkov
- Podivín
- Přítluky (Přítluky, Nové Mlýny)
- Rakvice
- Tvrdonice
- Týnec
- Valtice (Valtice, Úvaly)
- Velké Bílovice
- Zaječí

## Obyvatelstvo
| Rok  | Obyv.  | ± %     |
| ---- | ------ | ------- |
| 1869 | 31 799 | —       |
| 1880 | 38 558 | +21,3 % |
| 1890 | 42 181 | +9,4 %  |
| 1900 | 45 880 | +8,8 %  |
| 1910 | 51 089 | +11,4 % |

| Rok  | Obyv.  | ± %     |
| ---- | ------ | ------- |
| 1921 | 53 809 | +5,3 %  |
| 1930 | 56 016 | +4,1 %  |
| 1950 | 48 778 | −12,9 % |
| 1961 | 52 810 | +8,3 %  |
| 1970 | 53 906 | +2,1 %  |

| Rok  | Obyv.  | ± %    |
| ---- | ------ | ------ |
| 1980 | 58 231 | +8 %   |
| 1991 | 59 355 | +1,9 % |
| 2001 | 59 860 | +0,9 % |
| 2011 | 58 778 | −1,8 % |
| 2021 | 57 821 | −1,6 % |

## Geografie

### Poloha
SO ORP Břeclav se nachází na jihovýchodě Česka při trojmezí s Rakouskem a Slovenskem, v nejjižnější části Jihomoravského kraje. Jeho centrum Břeclav se nachází zhruba v jeho geografickém středu.
SO ORP Břeclav tvoří jihovýchodní část okresu Břeclav, přičemž pokrývá 42 % jeho rozlohy a čítá 52 % jeho obyvatel. Z celého kraje zahrnuje 6 % rozlohy a 5 % obyvatel.

### Fyzickogeografické poměry
SO ORP Břeclav leží prakticky celý v Dolnomoravském úvalu, což je jediná část Panonské nížiny na území Česka. Povrch je rovinatý či mírně zvlněný, převažuje nížina. Geologicky je tvořen převážně kvartérními usazeninami, na nichž se (na české poměry) hojně vyskytují černozemě. Z klimatického hlediska patří Břeclavsko k nejteplejším a nejsušším oblastem Česka.
Hydrologicky se území nachází nad soutokem řek Dyje a Morava, téměř celé v povodí Dyje, do níž se zde vlévá Kyjovka, Trkmanka, Včelínek a několik menších potoků. Na severozápadním okraji správního obvodu je na Dyji přehradní hráz vodního díla Nové Mlýny, jehož nádrže se však naprostou většinou nacházejí mimo území správního obvodu. Na potoce Včelínku v západní části správního obvodu je kaskáda Lednických rybníků.

### Chráněná území
- Chráněné krajinné oblasti (CHKO): Pálava (jen okrajově na západě)
- Národní přírodní rezervace (NPR): Cahnov-Soutok, Křivé jezero (část), Lednické rybníky (část), Ranšpurk
- Přírodní rezervace (PR): Františkův rybník, Stibůrkovská jezera
- Národní přírodní památky (NPP): Pastvisko u Lednice, Rendez-vous
- Přírodní památky (PP): Jezírko Kutnar, Květné jezero
- Přírodní parky: Niva Dyje
- Ptačí oblasti: Lednické rybníky, Soutok - Tvrdonicko, okrajově Pálava

### Struktura osídlení
Průměrná velikost obce v SO ORP Břeclav je 3,3 tisíce obyvatel a 24,4 km², což je v obou případech asi dvakrát více než je celostátní průměr. Pouze dvě obce mají méně než 1000 obyvatel. Až na výjimky jsou územně kompaktní a nečlení se na více místních částí. Z toho plyne, že sídla na Břeclavsku jsou poměrně velká a autonomní. Menší obce nalezneme jen v severozápadní části území. Většina obcí leží na hraně dyjské nebo moravní nivy, pouze Břeclav leží přímo v nivě. Asi dvě pětiny všeho obyvatelstva správního obvodu žijí v jeho středisku Břeclavi, celkem ve městech žije 65 % obyvatel.

### Slučování a rozdělování obcí
- Roku 1960 byla obec Nové Mlýny připojena k obci Přítluky.
- Roku 1964 byla obec Úvaly připojena k Valticím.
- Roku 1967 byla obec Nejdek připojena k Lednici.
- Roku 1974 byly k Břeclavi připojeny obce Poštorná a Charvátská Nová Ves.
- Od roku 1976 do roku 2006 byla k Břeclavi připojena obec Ladná.

### Regionalizace

#### Mikroregiony
Západní část SO ORP Břeclav je sdružena do Dobrovolného svazku obcí (DSO) Lednicko-valtický areál (LVA), zatímco východní patří do DSO Podluží. Ladná je členem obou těchto sdružení. Obec Zaječí na severním okraji správního obvodu patří do mikroregionu Hustopečsko.

#### Místní akční skupiny
DSO Podluží je členem MAS Dolní Morava, DSO LVA je členem MAS Vinařská.

#### Euroregiony
Území SO ORP Břeclav je zahrnuto do euroregionu Pomoraví (Pomoraví-Weinviertel-Záhorie).

#### Sousední regiony
SO ORP Mikulov, SO ORP Hustopeče,
okres a SO ORP Hodonín, okres Skalica, okres Senica, okres Gänserndorf, okres Mistelbach.

## Doprava

### Silniční spojení
Osou území je dálnice D2 z Brna do Bratislavy, která zde má dva nájezdy (41. km Podivín a 48. km Břeclav). S ní se u Břeclavi kříží dálková silnice I. třídy č. 55, vedoucí od Uherského Hradiště a Hodonína přes hraniční přechod Poštorná/Reintal do Rakouska směr Mistelbach a Vídeň. V Poštorné se také od silnice I/55 odpojuje silnice I/40 do Mikulova. Správním obvodem prochází také několik silnic II. třídy: II/421, II/422, II/423, II/424 a II/425. Pouze 4 z 18 obcí jsou dostupné pouze po silnici III. třídy.

#### Místa k překračování hranice
Na Slovensko vede dálniční hraniční přechod Břeclav/Kúty a místní silniční přechod Lanžhot/Brodské. Do Rakouska vedou přechody Poštorná/Reintal a Valtice/Schrattenberg, oba s omezením tonáže do 3,5 tuny.

### Železniční spojení
Břeclavský správní obvod je mimořádně dobře dostupný po železnici, neboť se v Břeclavi kříží dva dálkové koridory. Prochází tudy železniční tratě Břeclav–Znojmo, Břeclav–Lednice, Břeclav–Brno a Přerov–Břeclav; je zde železniční hraniční přechod do Rakouska i na Slovensko. Přímým rychlíkem je možno dostat se do Brna, Prahy (z Břeclavi každou hodinu), Olomouce, Ostravy, ale i Vídně, Berlína, Hamburku, Varšavy, Bratislavy nebo Budapešti. Po železnici je dostupná většina obcí správního obvodu.

### Letecká doprava
Ve správním obvodu se nachází sportovní letiště Břeclav (kód LKBA). Nejbližší mezinárodní letiště je Brno-Tuřany a Vídeň.

### Říční doprava
Na Dyji funguje turistická lodní doprava (u Břeclavi a Lednice). Jihovýchodní částí správního obvodu by potenciálně vedl uvažovaný plavební kanál Dunaj-Odra.